# Ніхон рюгаку сікен
Ніхон рюґаку шікен (яп. 日本留学試験, Ніхон рю:гаку шікен, Японський іспит для іноземних студентів) — стандартизований вступний іспит для іноземних студентів і аспірантів, що вступають в японські університети та інші навчальні заклади. Запроваджено у 2002 році як альтернатива екзамену Ніхонго норьоку сікен та Загальному іспиту іноземних студентів, що вже не проводиться.
Іспит містить запитання з перелічених тем: японська мова як іноземна, наука (фізика, хімія і біологія), Японія і світ, математика. Залежно від вимог обраних навчальних закладів, учасник може складати іспит японською або англійською, за винятком першого розділу, що обов'язково складається японською. На відміну від Ніхонґо норьоку сікен, в даному іспиті не існує системи рівнів та поняття «успішне складання», результатом слугує кількість здобутих балів, що згодом інтерпретується кожним навчальним закладом у залежності від особливостей його вступної політики.

## Загальні відомості
Ніхон рюґаку шікен проводиться двічі на рік Організацією підтримки студентів в Японії. Цей іспит швидко набув популярності і нині багато навчальних закладів, вирішуючи питання про зарахування іноземних студентів, розглядають його результати у першу чергу. Тим не менш, обов'язковим іспит не є, існує цілий ряд навчальних закладів, що не вимагають його проходження.
Як правило, здобуття задовільних результатів Ніхон рюґаку шікен є тільки першим етапом вступної процедури, що передує іспитам та співбесідам в стінах обраного університету (зазвичай платним). Часто обов'язковою вимогою є отримання сертифікатів TOEFL чи IELTS. В деяких навчальних закладах, навпаки, існує практика зарахування претендентів безпосередньо за результатами даного іспиту, що можуть бути вислані поштою, без додаткових візитів до Японії.
Кандидати, що набрали найвищий бал та вступили в один з японських університетів, можуть претендувати на стипендію JASSO, обсяг якої становить 50000 єн на місяць.

## Зміст іспиту
В Ніхон рюґаку шікен реалізується гнучкий підхід до змісту іспиту. В залежності від вимог навчального закладу та характеру бажаної спеціальності, претендент може обрати необхідні для нього екзаменаційні предмети серед запропонованих (японська мова як іноземна, наука, Японія і світ, математика). Крім того, передбачено ряд опцій в рамках кожного іспиту.

### Японська мова як іноземна
Метою цього розділу є оцінка рівня японської мови кандидата та того, чи є він достатнім для життя в Японії та навчання в японських навчальних закладах. Максимальний бал, який можна отримати — 400. Іспит триває 120 хвилин і складається з чотирьох частин:
- Слухання і розуміння
- Слухання, читання і розуміння
- Читання і розуміння
- Твір

Твір оцінюється окремо, максимально можливий бал, що включає оцінку граматики та змісту роботи — 6. Кожна частина містить різноманітний набір завдань, таких як розуміння тексту і діалогів, класифікація об'єктів, порівняння і організація, виконання розпоряджень тощо. Завдання базуються на текстах з різноманітних джерел: газет, службових документів, публічних виступів, лекцій та іншого подібного матеріалу, що охоплює більшість сфер життя та шарів лексики. Складність іспиту приблизно співставна з першим рівнем Ніхонґо норьоку шікен.

### Наука
В межах розділу проводиться оцінка знань кандидата з двох із наступних предметів:
- Фізика
- Хімія
- Біологія

Вибір предметів здійснюється претендентом у залежності від вимог навчального закладу. Складність завдань цього та наступних розділів відповідає рівню старших класів середньої школи, іспит триває 80 хвилин, максимальний бал — 200. Цей розділ не може складатися одночасно з розділом «Японія і світ».

### Японія і світ
Метою розділу є оцінка знань та навичок кандидата в області гуманітарних наук, загальною темою завдань є сучасний світ та Японія у світлі міжкультурної взаємодії. В іспиті можна зустріти завдання з таких областей:
- Політика
- Економіка
- Суспільство
- Географія
- Історія

Іспит триває 80 хвилин, максимальний бал — 200. Цей розділ не може складатися одночасно з розділом «Наука».

### Математика
Іспит з математики проводиться у двох варіантах під назвами «Курс 1» і «Курс 2». Перший варіант, спрощений, передбачено для осіб, що вивчатимуть гуманітарні науки чи ті з природничих наук, де значення математики не є важливим. Другий варіант, розширений, складається претендентами, що вступають на інженерні та наукові факультети. Іспит триває 80 хвилин, максимально можливий бал — 200.

## Організація іспиту
Ніхон рюґаку шікен проводиться двічі на рік — в червні та листопаді, реєстрація учасників проводиться у лютому-березні та червні-липні відповідно. Скласти іспит можна як в Японії, так і за її межами у ряді країн Південної, Східної та Південно-Східної Азії, іспит також проводиться у Україні. Примітним є виключення Китаю з ряду країн-учасниць, що неодноразово обговорювалося на сторінках офіційного сайту JASSO. Відповідно до Угоди між Урядом України та Урядом Японії про технічне співробітництво та грантову допомогу від 10.06.2004 року (м.Токіо), Угоди між Міністерством економіки України і Міністерством закордонних справ Японії від 15.07.2005 року, а також Протоколу про технічне співробітництво між Японським агентством міжнародного співробітництва (JICA) та Національним технічним університетом України «Київський політехнічний інститут імені Ігоря Сікорського» від 22 травня 2006 року був започаткований проект технічної допомоги "Українсько – Японський Центр" (Проект УЯЦ)
Кандидат може складати іспит кілька разів та надавати до навчального закладу результати будь-якої сесії (сесія дійсна протягом двох років). Після оголошення результатів кожної екзаменаційної сесії у продаж надходить повний збірник питань, з яких складалася сесія.